# Kineska glicinija
Kineska glicinija (lat. Wisteria sinensis),  grmasta penjačica iz porodice mahunarki. Jedna je od sedam priznatih vrsta glicinija. Domovina joj je Kina odakle je uvezena po raznim krajevima svijeta, uključujući i Hrvatsku Cvjetovi biljke su navodno jestivi,te se mogu pripremati na isti način kao i cvjetovi bazge ili bagrema.

## Otrovnost
Kineska glicinija je otrovna biljka; otrovni dijelovi su korijen, grančice, kora, mahune i posebno sjeme.
Glavni aktivni sastojci: glikozid vistarin,  otrovna smola i alantoična kiselina.
Sadržaj sastojaka može varirati ovisno o lokaciji i sezoni.
Simptomi trovanja: mučnina, povraćanje, proljev, poremećaji cirkulacije, kolaps. Čak i 2 sažvakana sjemena mogu biti uzrok trovanja u djece.

## Vanjske poveznice
https://pfaf.org/user/Plant.aspx?LatinName=Wisteria+sinensis